# Куруксай
Курукса́й (каз. Құрықсай) — село у складі Сариагаського району Туркестанської області Казахстану. Входить до складу Дарбазинського сільського округу.
Населення — 145 осіб (2021; 187 у 2009, 280 у 1999, 226 у 1989).